# St. Lawrence (Essex)
St. Lawrence is een civil parish in het bestuurlijke gebied Maldon, in het Engelse graafschap Essex. In 2001 telde het dorp 927 inwoners.